# Mallocera spinicollis
Mallocera spinicollis là một loài bọ cánh cứng trong họ Cerambycidae.